# HD 105943
HD 105943，又名BD+82 356，SAO 1991、HR 4639，是一颗恒星，视星等为6，位于銀經124.71，銀緯35.28，其B1900.0坐标为赤經12h 6m 30.2s，赤緯+82° 35.28′ 58″。